# Mar (astronomia)
El Mar és una regió del cel on coincideixen moltes constel·lacions relacionades amb l'aigua. La majoria d'aquestes constel·lacions van ser descrites per Claudi Ptolemeu:
- Aquari, l'Aiguader
- Capricorn, la Cabra marina
- Peixos, els Peixos
- Cetus, la Balena
- Dofí, el Dofí
- Eridà, el Gran Riu
- Hidra, la Serp d'aigua
- Peix Austral, el Peix del Sud

De vegades, també s'hi inclouen la constel·lació antiga Argo Navis i Crater, la Copa d'aigua. D'altres constel·lacions relacionades amb l'aigua són més noves, i no són part d'aquesta regió. Inclouen Hydrus, l'altra serp d'aigua; Volans, el peix volador; i Dorado, el peix espasa